# Surface Pro 3
Surface Pro 3是Surface Pro系列第三代产品，由微软設計開發並推出販售的平板電腦，于2014年6月10日发布。最初Surface Pro 3運行的作業系統是Windows 8 Pro，2015年後升級至Windows 10 Pro。

## 发行
Surface Pro 3於2014年5月20日在美國紐約市發表，搭載的是Core i5處理器的型號，於次日正式接受預定。第一批产品于6月20日在美国和加拿大开始發貨。搭載Core i3及Core i7的型號於2014年8月1日發表並接受預定，同年8月28日，在25个国家和地区开始發售。
這次Surface Pro 3的發表並沒發表基於ARM的Surface產品線的新品。Surface初代以及Surface 2，使用的是基於ARM架構的處理器，運行的作業系統是微軟為ARM架構客製的Windows RT，主要競爭對手是蘋果公司的iPad以及其它使用Android作業系統的平板電腦，相較於競品而言Windows RT因沒有Win32 API而新的API又缺乏足夠的應用開發者致使應用數量少，進而整機功能不佳。而Surface Pro 3和它的前輩Surface Pro初代和Surface Pro 2，均使用英特爾的x86-64處理器，並預載Windows 8作業系統，事實上是一台真正的PC，主要競爭對手包括了一眾超極致筆電（包括蘋果公司的MacBook Air），而且這些競品還帶有一些與Surface Pro系列接近的功能，像是可拆卸式鍵盤、觸控式螢幕、可翻轉式設計等等。
此外，由於Surface Pro 2的低出貨量，加上Surface Pro初代和Surface Pro 2一樣庫存早已清空，使得當年微軟還對已購買Surface Pro初代及Surface Pro 2、尚未超過保固期限的買家提供了故障送修即更換新款Surface Pro 3的保固服務。
2015年10月6日，微軟發表了Surface Pro 3的繼任Surface Pro 4，大體與Surface Pro 3差異不大，區別在於稍大的螢幕、稍高的螢幕解析度、改進的支撐架和更穩固的底座、新製程更節能的處理器和改進的散熱系統等方面。在Surface Pro 4發表以後，Surface Pro 3則是作為相對低價的產品線繼續販售，直到2016年下半年方告停產。

## 设计

### 硬體配備
和前代產品一樣，Surface Pro 3的機身採用鎂鋁合金材質，使用一體成型工藝製作；螢幕一面採用鋼化玻璃，連同螢幕顯示和觸控模組作爲一個螢幕總成，以強力黏合劑固定於機身螢幕固定位上；充電器連接埠、快拆式鍵盤套的固定位點使用磁性材料吸附固定；機身背部的支撐腳架也延續高阻尼鉸鏈的連接和固定方式，並有所改進，可在22°至150°之間穩固地固定而不會意外滑開。
Surface Pro 3 拥有一个比上代Surface Pro 2更大的12英寸（30）显示屏（可視面積爲25.4cm x 16.9cm），但是由於觸控面及筆觸面的整合，比上一代更轻也更薄，並提供更好的可視角度、更高的螢幕亮度和更好的電源使用，螢幕總成僅100克（0.22磅）不到。屏幕長寬比為3：2，解析度爲2160×1440，微軟稱這個比例接近書本頁面的尺寸，在垂直使用時更加切合閲讀習慣，並能在浏览网页的低功耗情况下擁有最高9個小時的電池續航表現。
Surface Pro 3 採用磁吸式電源接口，避免意外將電腦扯落。另外配有全尺寸USB（Type-A連接埠）、Mini DisplayPort接口、3.5mm音訊連接埠，一般外接鍵鼠、闪存盘、影像輸出亦足夠使用，另外可以選購拓展坞，增加接口。還有支援熱抽換的外接microSD卡插槽，最高支援256GB。
Surface Pro 3使用基於Haswell微架構、内建GPU的第四代Intel Core CULV系處理器（i3-4020Y、i5-4300U及i7-4650U）；附帶TPM模組（中國版除外）；記憶體使用LPDDR3-1600低功耗記憶體，容量有4GB、8GB、16GB三種；存儲則是采用mSATA固態硬碟，有64GB、128GB、512GB三種配置。記憶體是焊接在主機板上，不可由使用者更換升級；mSATA介面的固態硬碟理論上可更換，但由於無損卸下螢幕總成難度過高，事實上等同於不可更換。處理器的散熱仍依賴導熱管、銅板和風扇，不過風扇的數量比上一代少了一半（只有一只），只會在特定溫度下方會開啓。
以下是Surface Pro 3不同型號的配備比較：
| Surface Pro 3 不同型号配備 | Surface Pro 3 不同型号配備      | Surface Pro 3 不同型号配備 | Surface Pro 3 不同型号配備 | Surface Pro 3 不同型号配備 |
| 售價（美元/人民幣）        | CPU                             | GPU                        | 内存容量                   | 内置存储容量               |
| -------------------------- | ------------------------------- | -------------------------- | -------------------------- | -------------------------- |
| $799/￥5688                | Intel Core i3-4020Y 1.5 GHz     | HD 4200                    | 4 GB                       | 64 GB                      |
| $999/￥7388                | Intel Core i5-4300U 最高2.9 GHz | HD 4400                    | 4 GB                       | 128 GB                     |
| $1299/￥9688               | Intel Core i5-4300U 最高2.9 GHz | HD 4400                    | 8 GB                       | 256 GB                     |
| $1549/￥11088              | Intel Core i7-4650U 最高3.3 GHz | HD 5000                    | 8 GB                       | 256 GB                     |
| $1949/￥13988              | Intel Core i7-4650U 最高3.3 GHz | HD 5000                    | 8 GB                       | 512 GB                     |

就像前一代Surface Pro一样， Surface Pro 3可以连接多达3个外部显示器（连接至第三个时Surface Pro 3本身的显示屏会关闭） 。Surface Pro 3本身带有一个Mini DisplayPort接口。
連接三個螢幕有三種方式。一種是使用DisplayPort本身支援菊花鏈拓撲的特性，只要螢幕支援，可將三部螢幕串列連接；一種是另外購買一個第三方的DisplayPort集線器；一種是購買一個微軟原廠的扩展坞，上面還有額外兩個Mini DisplayPort連接埠。除了DisplayPort以外，其中一部螢幕如果支援WiDi的話還可以透過WiDi進行無線連接。
以下是不同型號Surface Pro 3外接显示器的連接能力比較：
| Surface Pro 3 外接显示器能力               | Surface Pro 3 外接显示器能力      | Surface Pro 3 外接显示器能力  | Surface Pro 3 外接显示器能力  |
| 处理器 型号                                | 第一个显示屏                      | 第二个显示屏                  | 第三个显示屏                  |
| ------------------------------------------ | --------------------------------- | ----------------------------- | ----------------------------- |
| i3                                         | eDP/DisplayPort (2560×1600@60 Hz) | DisplayPort (2560×1600@60 Hz) | DisplayPort (2560×1600@60 Hz) |
| i3                                         | eDP/DisplayPort (2560×1600@60 Hz) | DVI (2560×1600@60 Hz)         | DVI (2560×1600@60 Hz)         |
| i3                                         | eDP/DisplayPort (2560×1600@60 Hz) | VGA (1920×1200@60 Hz)         | VGA (1920×1200@60 Hz)         |
| i3                                         | eDP/DisplayPort (2560×1600@60 Hz) | HDMI (4096×2304@24 Hz)        | WiDi (1920×1080@60 Hz)        |
| i5/i7                                      | eDP/DisplayPort (3200×2000@60 Hz) | DisplayPort (3200×2000@60 Hz) | DisplayPort (3200×2000@60 Hz) |
| i5/i7                                      | eDP/DisplayPort (3200×2000@60 Hz) | DVI (2560×1600@60 Hz)         | DVI (2560×1600@60 Hz)         |
| i5/i7                                      | eDP/DisplayPort (3200×2000@60 Hz) | VGA (1920×1200@60 Hz)         | VGA (1920×1200@60 Hz)         |
| i5/i7                                      | eDP/DisplayPort (3200×2000@60 Hz) | HDMI (4096×2304@24 Hz)        | WiDi (1920×1080@60 Hz)        |
| （括號內是該連接模式下最大解析度和刷新率） |                                   |                               |                               |

在透過 mini DisplayPort只连接一个显示屏的情况下, i5/i7处理器的型号还支持3840×2160@30 Hz, 也就是4K Ultra HD。

### 軟體
Surface Pro 3最初搭載的作業系統是Windows 8.1 Pro，在中國大陸還有一系列搭載了只有簡體中文套件、無TPM支援的「中國版」（與之相區別，在中國大陸販售的帶TPM的型號稱爲「專業版」），作業系統的更新升級與一般的Windows無異，但微軟也提供了客製的GPU驅動程式、無線網路驅動程式、EFI韌體更新等。
在2015年7月29日Windows 10釋出以後，原Windows 8.1 Pro的Surface Pro 3都獲得了Windows 10 Pro的更新，此後販售的Surface Pro 3也是出廠預載Windows 10 Pro（中國版則是更新至Windows 10中國版而不會更新至Windows 10 Pro）。Windows 10比起Windows 8.1，新增平板電腦模式並且預設就是該模式（可自行設定開啓關閉或是自動設定），當卸下鍵盤套時的操作更順手。
相比Surface RT系列，由於Surface Pro系列使用x86-64的處理器並搭載適用於x86-64的、有完整Win32 API的Windows作業系統，因此舊式Win32 API的Windows的程式均可在Surface Pro系列上執行。不過，某些舊型程式可能會不適應高解析度螢幕而會有顯示不正常的問題。後期微軟對此的處理是針對不支援高解析度顯示的程式降低該程式的解析度並放大顯示（不是降低螢幕解析度）緩解了該問題，但會造成程式界面元素顯示模糊的新問題，真正解決辦法還是要應用程式支援可變解析度。

#### InstantGo
InstantGo是微軟開發的一項作業系統級的電源管理模式，这允许设备有智能手机一样的电源管理能力。Surface Pro 3 是最先支持InstantGo(之前被称作Connected Standby)的x86-64的Windows设备之一，這樣，Surface Pro 3 可以让 Windows Store apps 在显示屏关闭的情况下更新信息（如接受电子邮件），以及在连接到交流电时自动运行系统维护。在四小时无操作后系统会自动休眠以节省电力。
InstantGo暂时不能与Hyper-V同时启用, 当Hyper-V启用时系统在本应进入会InstantGo时会进入休眠。不過有修改登錄檔進行InstantGo模式的開關動作而無需安裝Hyper-V的方法。
当InstantGo被启用时（在Surface Pro系列上是默认启用的），由於電源管理高度自動化，在电源计划中只可以选择平衡，且只有极少选项可以更改。

## 配件

### Surface Pen
Surface Pen隨每一部Surface Pro 3機體一同販售，亦可單獨購買。不同於前代基於Wacom的無源觸控筆技術，本代Surface Pro 3搭配的Surface Pen採用的是N-trig DuoSense的有源觸控手寫筆技術，使用藍芽通訊，支援256級壓感，帶來輕鬆的書寫和繪畫體驗。Surface Pen上具三個實體鍵OneNote鍵、右鍵和橡皮擦鍵，按下OneNote鍵會開啟OneNote程式，銀色Surface Pen的OneNote鍵更特別使用紫色，呼應OneNote。
以下是Surface Pen的本體顏色選項：
| 銀色 | 紅色 | 深藍色 | 黑色 |
| ---- | ---- | ------ | ---- |
|      |      |        |      |

### Type Cover
Surface系列的平板都支持Type Cover，由微软设计的可作为保护的便携键盘（需单独购买）。为Surface Pro 3设计的Type Cover比以前更薄并改进了触控板。有五種顏色可供選擇。比起上一代，这一代的Type Cover还裝有磁鐵，支持吸附于屏幕底部以增强稳定性。此代的Type Cover還有向後相容的能力，目前直到2017年發表的全新Surface Pro，仍可使用。
以下是Type Cover的本體顏色選項：
| 藍色 | 紅色 | 紫色 | 黑色 | 深藍色 |
| ---- | ---- | ---- | ---- | ------ |
|      |      |      |      |        |

### 拓展坞
微软还提供了拓展坞，也使用專用的Surface Connector，與磁吸電源插座共用，除了一個外掛供電插座以外，其中包括两个USB 2.0，三个USB 3.0，一个千兆乙太網端口，一个额外的Mini DisplayPort接口（可与Surface Pro 3本身的Mini DisplayPort接口一起使用）和两个3.5 mm音频接口（一个输入，一个输出）。

## 反响
之前基于ARM芯片的运行Windows RT系统的Surface初代和Surface 2，目标的竞争对手是iPad和其他平板产品，實際上由於缺乏應用程式開發者繼而缺乏應用程式支援，加上微軟對該系列的推廣不力，在市場競爭中慘敗。但Surface Pro 3（和之前的Surface Pro与Surface Pro 2一样），拥有與當下個人電腦常見的而且效能較佳的行動型x86-64處理器并运行具備完整Win32 API的Windows系统，是一台真正意义上的完整的個人電腦，不僅在性能和功能上超越一眾Android、iOS平板電腦，与其他超极本所竞争，還有自家Surface產品線所不能企及的豐富的應用程式及開發者數量。一些人认为Surface Pro 3与之前比尔盖茨在2001年宣布的Microsoft Tablet PC概念非常贴切，是未來筆電的發展方向之一，就算與Surface Pro初代及Surface Pro 2相比，3:2的螢幕長寬比、高解析度螢幕、改進的Type Cover和觸控筆、可無級調整的高阻尼支架底座等相較於前代大刀闊斧的改型，都比自家前代產品更勝一籌。時代雜誌還將Surface Pro 3評為2014年度25大發明之一。
在一些音效評測當中，Surface Pro 3內建的音效系統是平板電腦、筆電產品當中為數不多算品質上乘的。當然，受制於裝置的內部空間，依舊不敵專用的音響系統。
不過另一方面，Surface Pro 3相較於同時代的同售價級別的其它個人電腦產品而言，設備故障率偏高，不少還是核心元件模組的故障，像是出現休眠無法喚醒、工作中突然關機並無法開機等狀況。一些評論認為，一部分狀況相信是Windows 10強制更新、韌體缺陷帶來的問題。但也有評論指出微軟儘管有部分電腦硬體的品質把控經驗，但是較為缺乏對電腦整機的品質把控經驗，品質把控問題直到Surface Pro 4依舊存在也間接佐證了這一點。
另一個相對不敏感但批評意見也較為尖銳的是高維修難度，iFixit對Surface Pro 3進行了拆解並分析了其可自行維修性，得分只有10分中的1分，意即極難維修，難點在於螢幕和機身是大量粘合劑粘合固定而非螺絲固定，即使加熱粘合劑使其相對較易拆開，將螢幕與機身分離時螢幕有極大的受損風險（但如果充分加熱、小心使用接觸面較大的膠質撬棒，仍有無損卸下螢幕的可能）。但有硬體玩家透過拆機圖分析尺寸以後自行在機身上開孔以更換固態硬碟的案例。

## 產品世代
| Surface设备时间线                               |
| ----------------------------------------------- |
| Sources: Microsoft Devices Blog Microsoft Store |